# Retkovci
Retkovci es una localidad de Croacia en el ejido del municipio de Ivankovo, condado de Vukovar-Sirmia.

## Geografía
Se encuentra a una altitud de 83 m s. n. m. a 255 km de la capital nacional, Zagreb.

## Demografía
En el censo 2011 el total de población de la localidad fue de 1263 habitantes.
| Gráfica de población de Retkovci 1857-2011                          |
|                                                                     |
| Según los censos de población de la oficina estadística de Croacia. |